# Chersotis rattus
Chersotis rattus är en fjärilsart som beskrevs av Alphéraky 1889. Chersotis rattus ingår i släktet Chersotis, och familjen nattflyn. Inga underarter finns listade i Catalogue of Life.